# カンチレバー

カンチレバー

カンチレバー（英語: cantilever）は、一端が固定端、他端が自由端とされた構造体（特に梁）である。

## 概要
キャンティレバー、あるいはこの省略形としてキャンティと呼ばれることもある。梁の構造が代表的であり、これは日本語では片持ち梁、片持ちばり（かたもちばり）と呼ばれる。
カンチレバーは（通常は垂直な）支持部材に一端が固定されており、かつもう一端が突出した梁やプレートなどの剛性構造要素を指す。水泳プールにある飛び込み板は、カンチレバー構造の代表的な形である。支持部材との接続は、壁などの平らで鉛直方向に伸びた面に対して行うこともでき、カンチレバー自体をトラスまたはスラブで構成することもできる。上に物や人が乗るなどして荷重を受けると、カンチレバーはそれをモーメントやせん断応力の形で支持部材に伝達する。カンチレバー構造は、支柱間に荷重をかけて両端で支えられる構造、例えば支柱および鴨居などのシステムに見られる単純支持梁などとは対照的に、外的な支えなしに構造を張り出すことを可能にする。 

### 建築におけるカンチレバー

3種類のカンチレバーの模式図。一番上の例は、（建物の側面にボルトで固定された水平方向の旗竿のように）フルモーメント接続をしている。真ん中の例は、単純な支えられた梁を延長して作成されている（飛び板が固定され、プールの端を越えて延びる方法など）。下の例は、梁要素にRobin境界条件を追加することによって作成される。これは、本質的にエンドボードに弾性スプリングを追加する。中央と下の例は、ばねと梁要素の有効剛性に応じて、構造的に同等とみなすことができる。

特にカンチレバー橋やバルコニーに広く見られる（持ち送りを参照）。カンチレバー橋では、カンチレバーは通常対として作られるが、各カンチレバーは中央部の一端を支えるために使われている。スコットランドのフォース橋はカンチレバートラス橋の一例である。伝統的な木造骨組みの建物の片持ち梁は桟橋またはforebayと呼ばれ、アメリカ合衆国南部の歴史的な納屋のタイプは丸太建設の片持ち梁の納屋である。部分的に構築された構造はカンチレバーを作り出すが、完成した構造はカンチレバーとしては機能しない。この方法は一時的な支柱や支保工を使用して建造中の建造物を支えることができない場合（例えば、交通往来の激しい道路や川の上、深い谷など）に非常に効力を発揮する。そのためトラスアーチ橋（ナバホ橋を参照）などは、スパンが互いに達するまで片側からカンチレバーとして構築され、最終的に結合する前に圧縮させる。これが主な利点の一つであるので、斜張橋はカンチレバーを利用して作られている。多くの箱げた橋はセグメント橋、または短い断片で作られており、これらのタイプの構造は橋が単一の支持体から両方向に構築されているバランスの取れたカンチレバー構造に適している。カンチレバーのあまり目立たない例としては、ガイワイヤーのない自立型（垂直型）の電波塔、および煙突などがある。
構造的な特性が異なる二つの部分をまたぐ部材（例えば渡り廊下や二つの建物の間にかかる屋根など）では、中間部で構造的に切断したカンチレバーとすることで、建物同士の間で応力が伝わらないようにする場合もある。これは地震などの際にそれぞれの建物からの力が集中して破壊されることを防ぐためである。この場合、接続部はエキスパンションジョイントで外気や雨水を遮断することもある。
鉄筋コンクリート構造の建物などでは、コンクリートのクリープなどにより次第にカンチレバー部が垂れてくることがある。中にはバルコニーが脱落した事例もあり、構造強度のみならず、適切な防水によって構造体内への雨水の浸入を防ぐなど、慎重な設計と施工が要求される。 

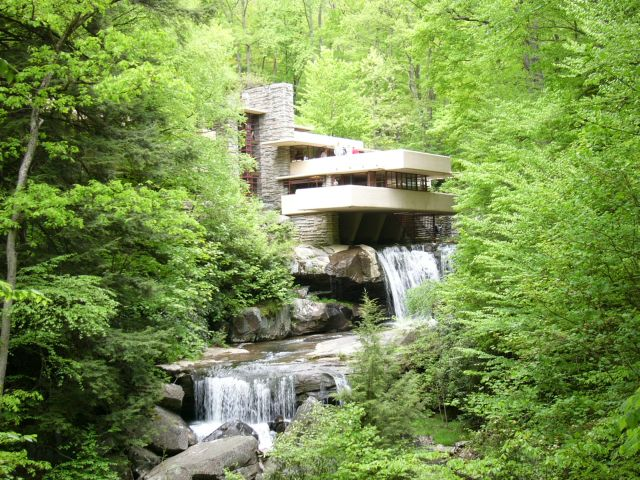
カウフマン邸（落水荘）

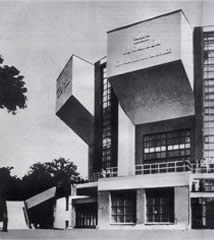
ルサコフ労働者クラブ

カンチレバー構造を生かした建築物としては、フランク・ロイド・ライト設計による（滝の上に張り出すように建つ）「カウフマン邸（落水荘）」やコンスタンチン・メーリニコフ設計による「ルサコフ労働者クラブ」などが広く知られる。他にもバルコニーや庇にはカンチレバーが多く使われる。リーズにあるスタジアム、エランド・ロードのイーストスタンドは、完成した時点で、17,000人の観客を収容する世界最大のカンチレバースタンドであった。 オールド・トラッフォードのスタンドの上に建てられた屋根はカンチレバー構造を使用しているため、支柱がフィールドの景色を遮らない。老朽化で近年取り壊されたマイアミスタジアムは、観客席の上に同じような屋根があった。ヨーロッパ最大の片持ち屋根はニューカッスル・ユナイテッドFCのホームスタジアム、 ニューカッスル・アポン・タインのセント・ジェームズ・パークにある 。

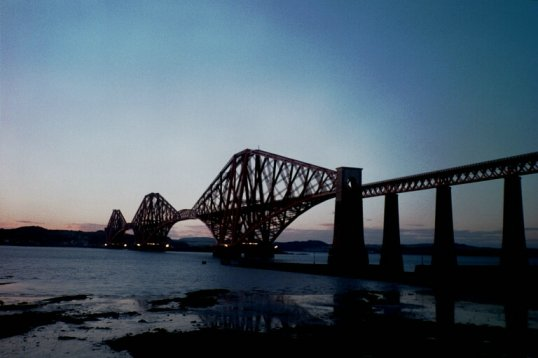
フォース橋、カンチレバートラス橋の有名な例。
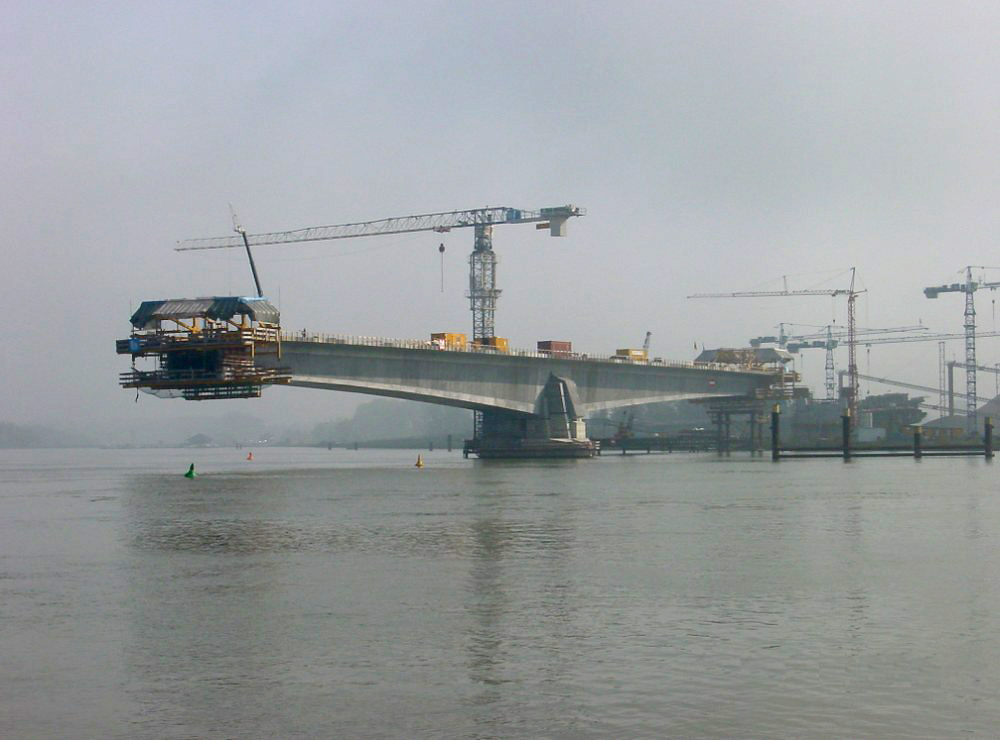
この橋は構築中一時的に2つの平衡カンチレバーのセットとして機能し、さらに突き出すよう型枠とカンチレバーを支持している。
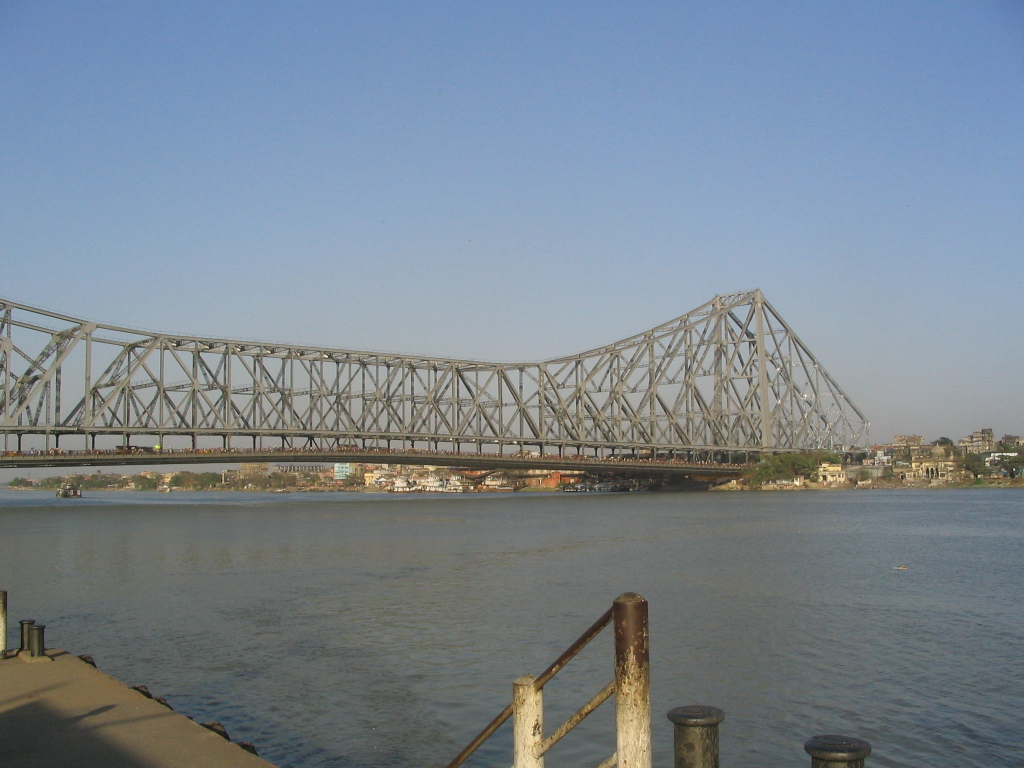
インドのハウラー橋、カンチレバー橋。
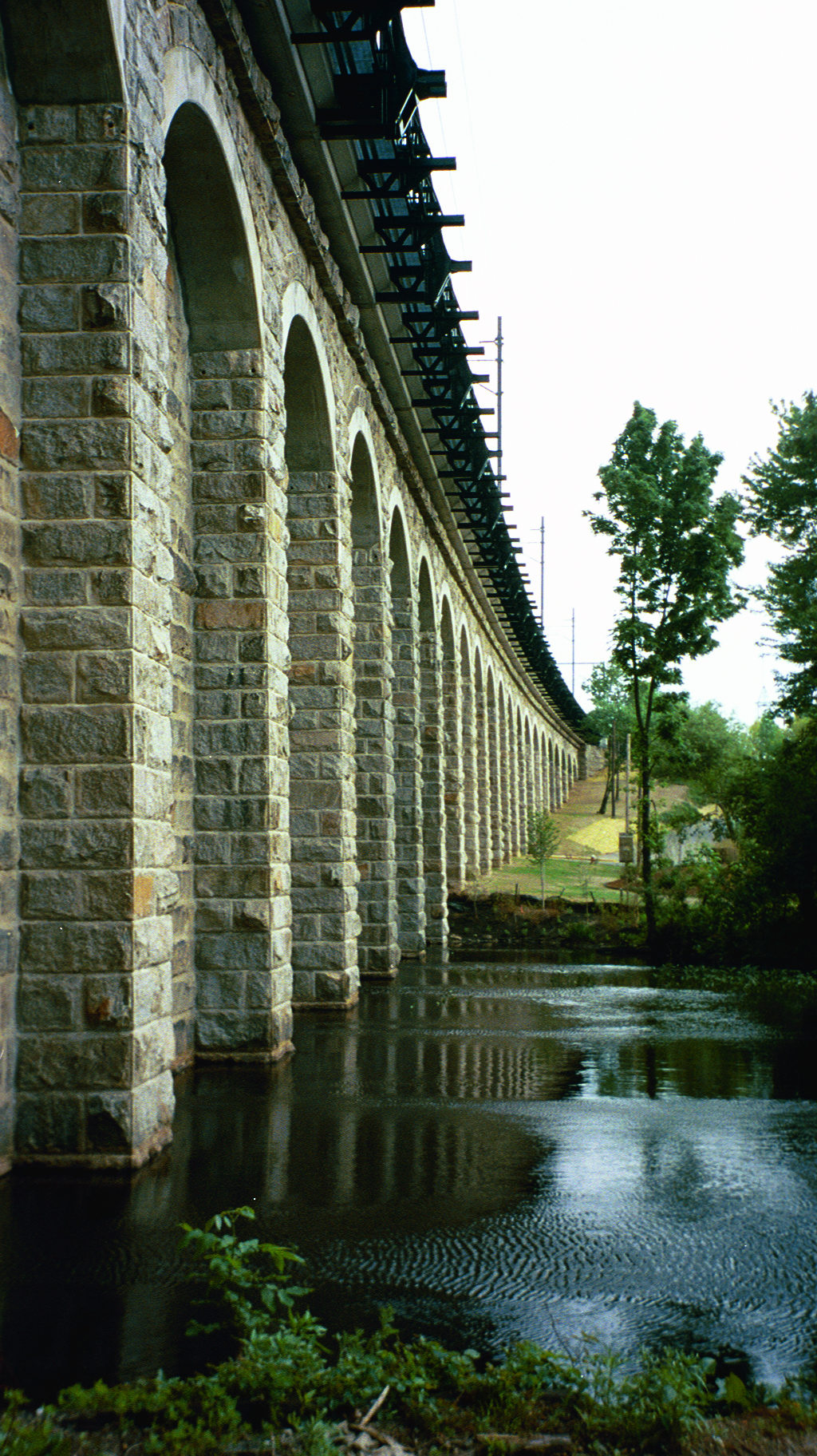
片道式の鉄道デッキとCanton Viaductのフェンス
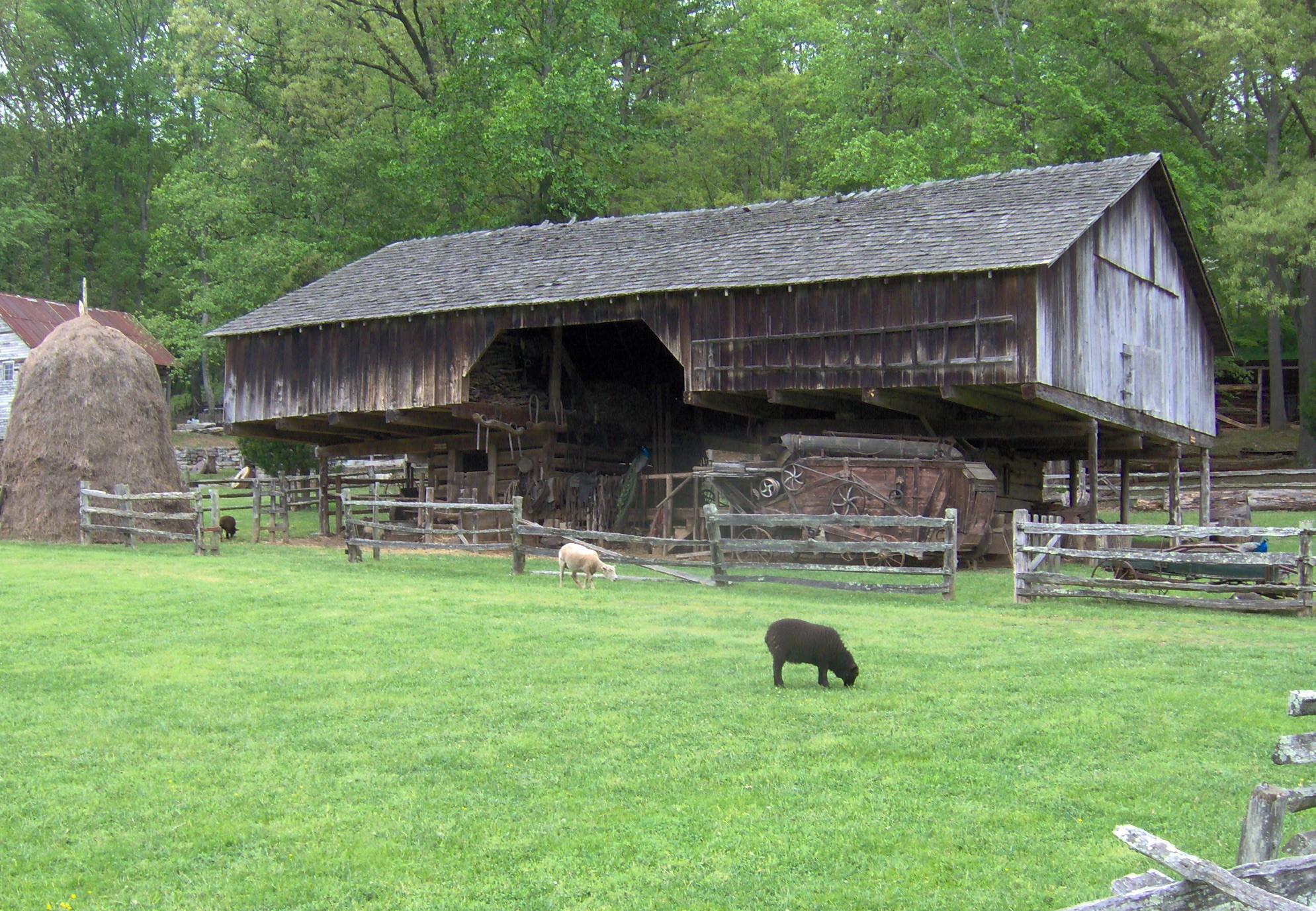
テネシー州農村部の片持ち梁納屋
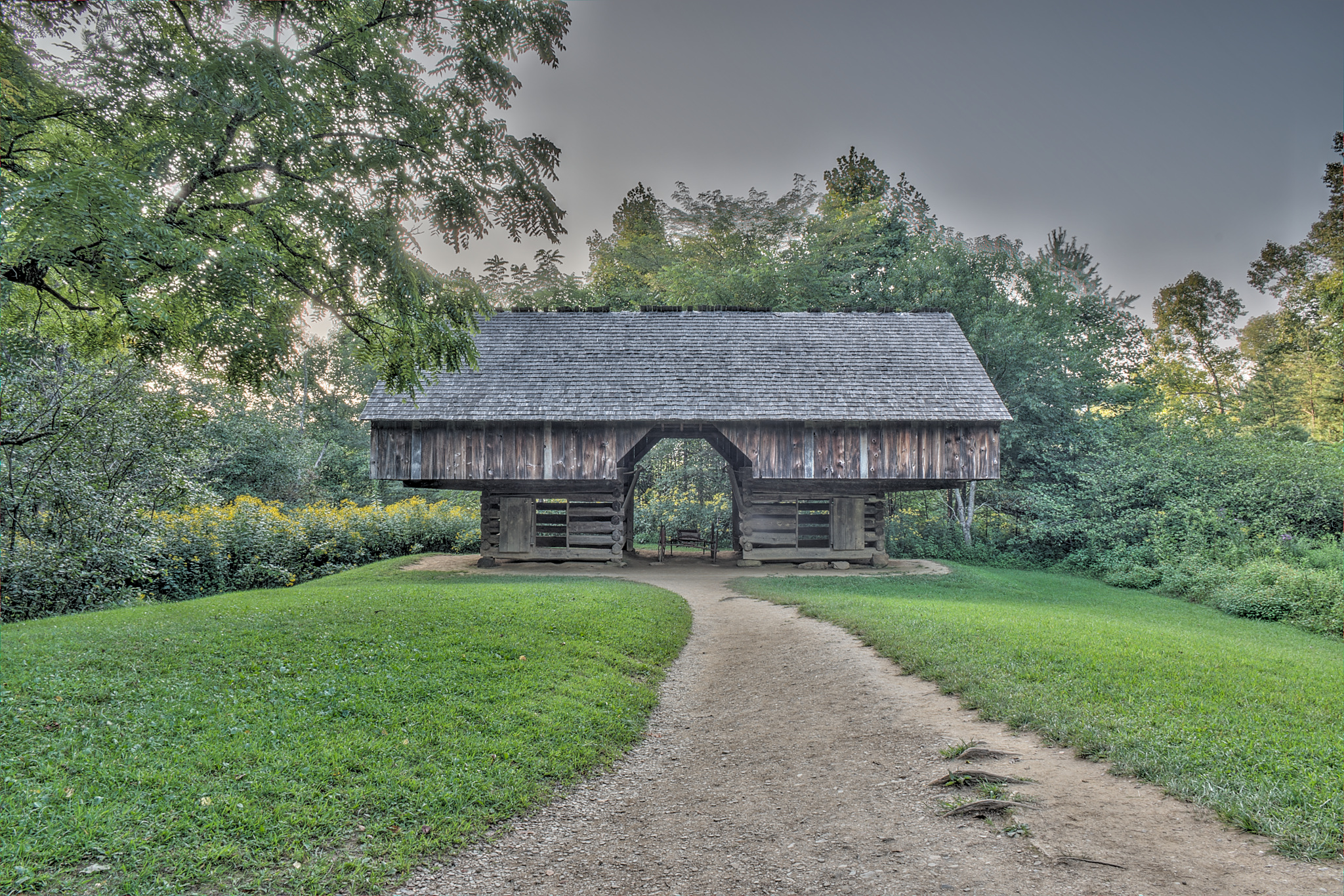
ケイズ・コーブ（英語版）のカンチレバー納屋
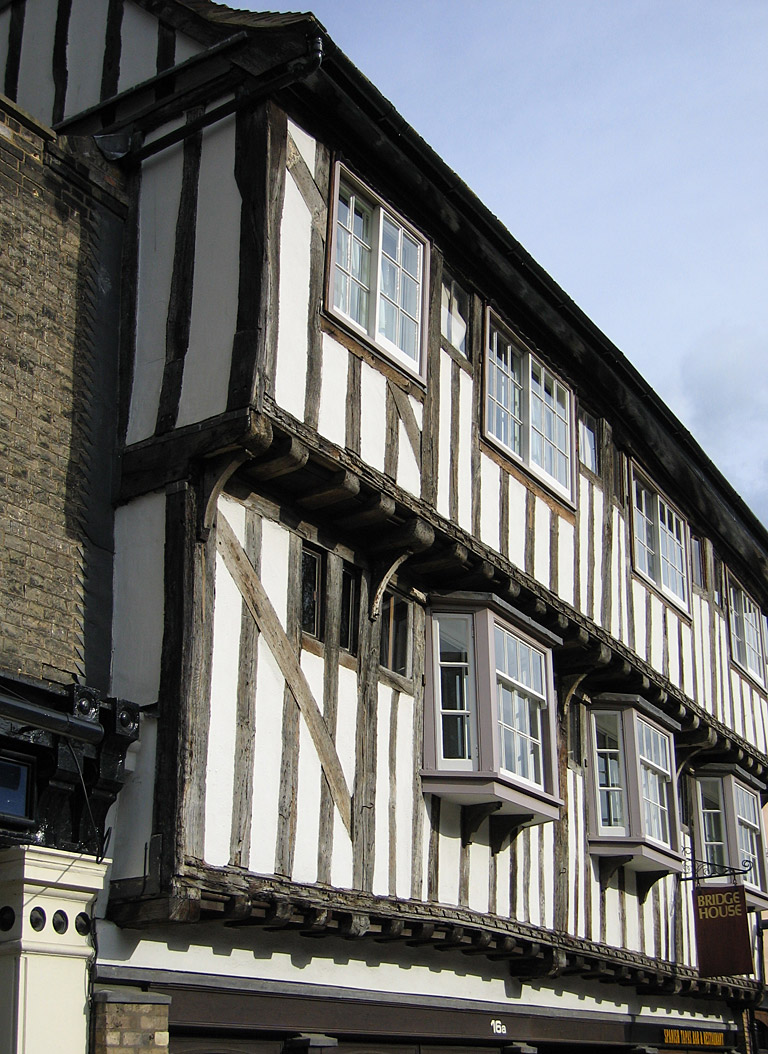
イギリスの二重桟橋
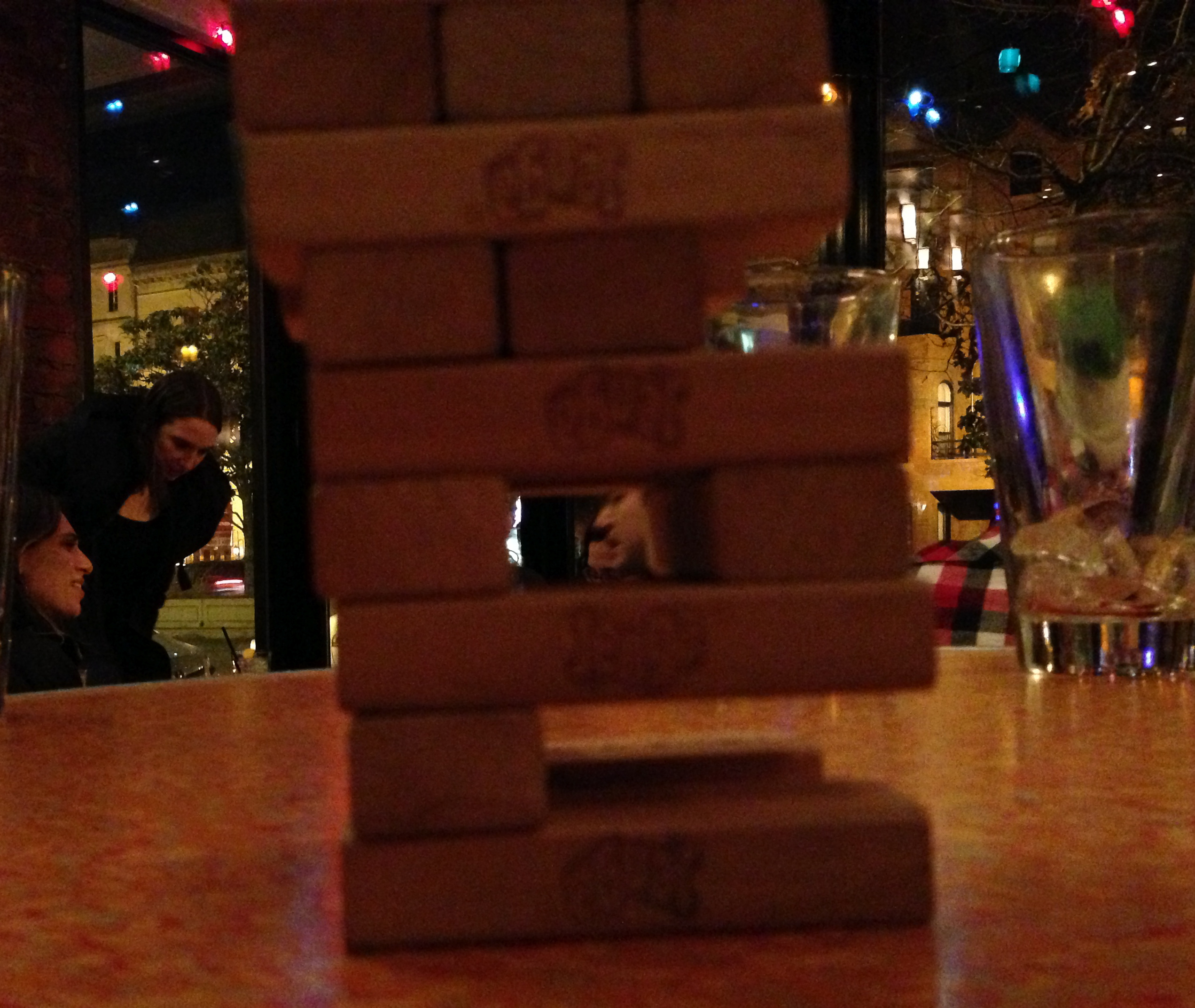
カンチレバーゲーム。「ジェンガ」で発生
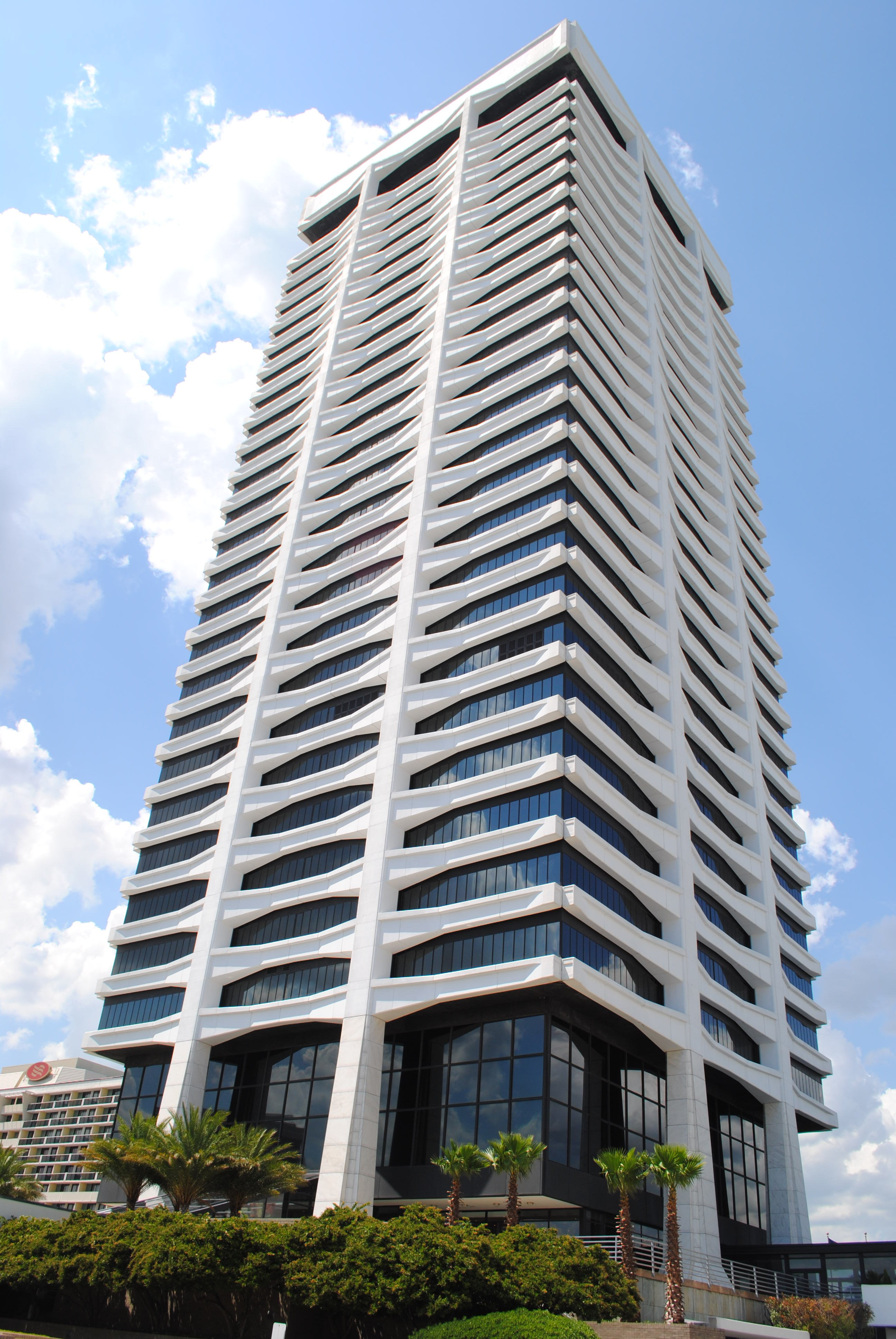
ウェルトン・ベケットとKBJアーキテクツによるフロリダ州ジャクソンビルにあるリバープレイス・タワーの片持梁ファサード

### カンチレバー橋

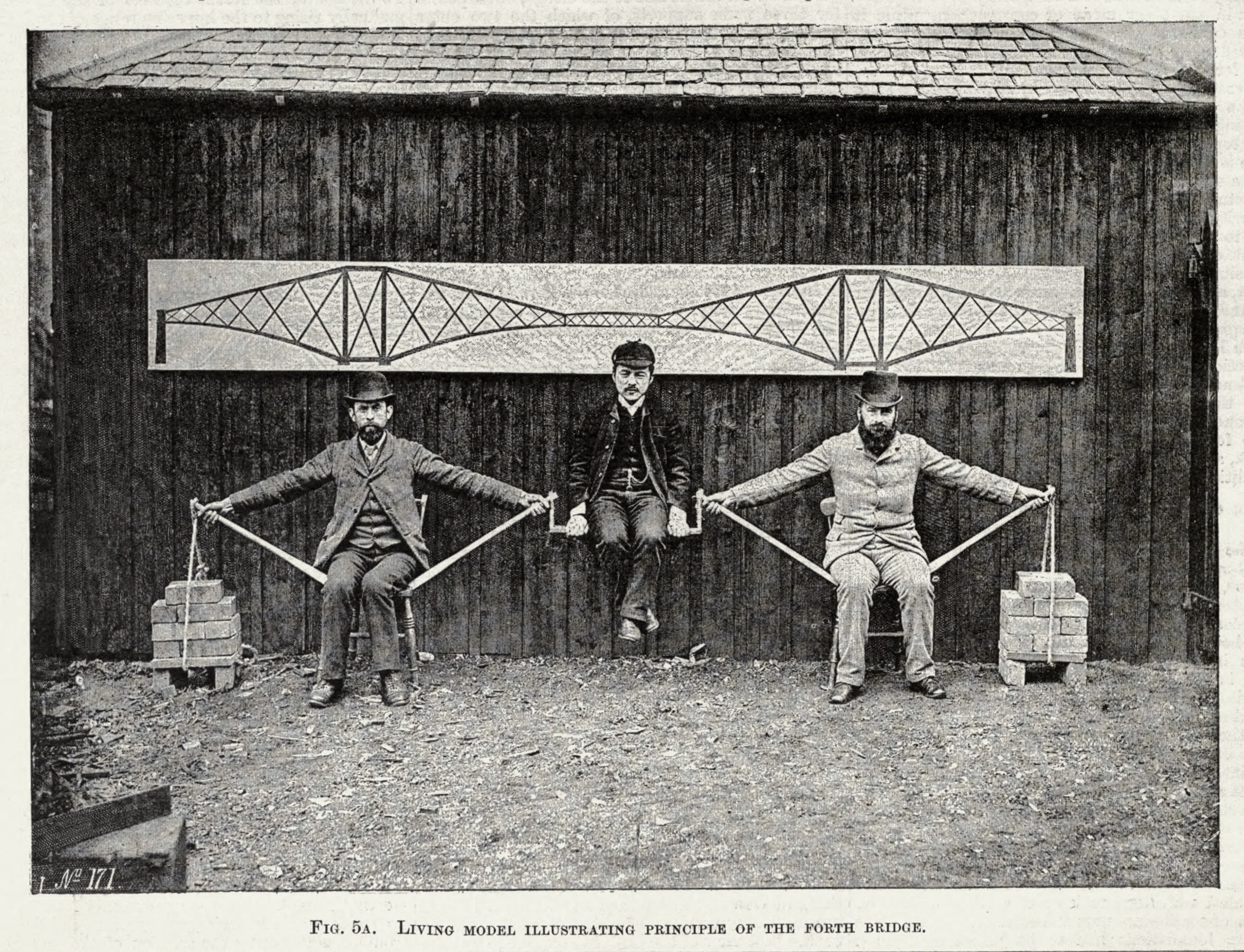
カンチレバー橋の原理・実演
写真の真ん中で持ち上げられている人物は、イギリス留学中に研修としてフォース橋の工事を見学していた渡邊嘉一。日本に帰国後、東京石川島造船所などの経営に参加。

構造としてのカンチレバー

カンチレバーを用いた橋梁をカンチレバー橋と呼ぶ。橋脚に対して両側にカンチレバーを設けたbalanced cantileverとすることがある。

工法としてのカンチレバー
長スパンの橋梁建設でも、カンチレバー工法では地上支保工が不要なため、低コストで施工できる。

#### カンチレバー橋の例
- ケベック橋
- フォース鉄道橋
- 朝護孫子寺の開運橋 - 1931年竣工、日本最古のカンチレバー橋。国登録有形文化財。
- 港大橋
- 東京ゲートブリッジ

## カンチレバー型をした機構の例
さまざまな機器、装置でカンチレバー構造が用いられている。

### 走査型プローブ顕微鏡用のカンチレバー

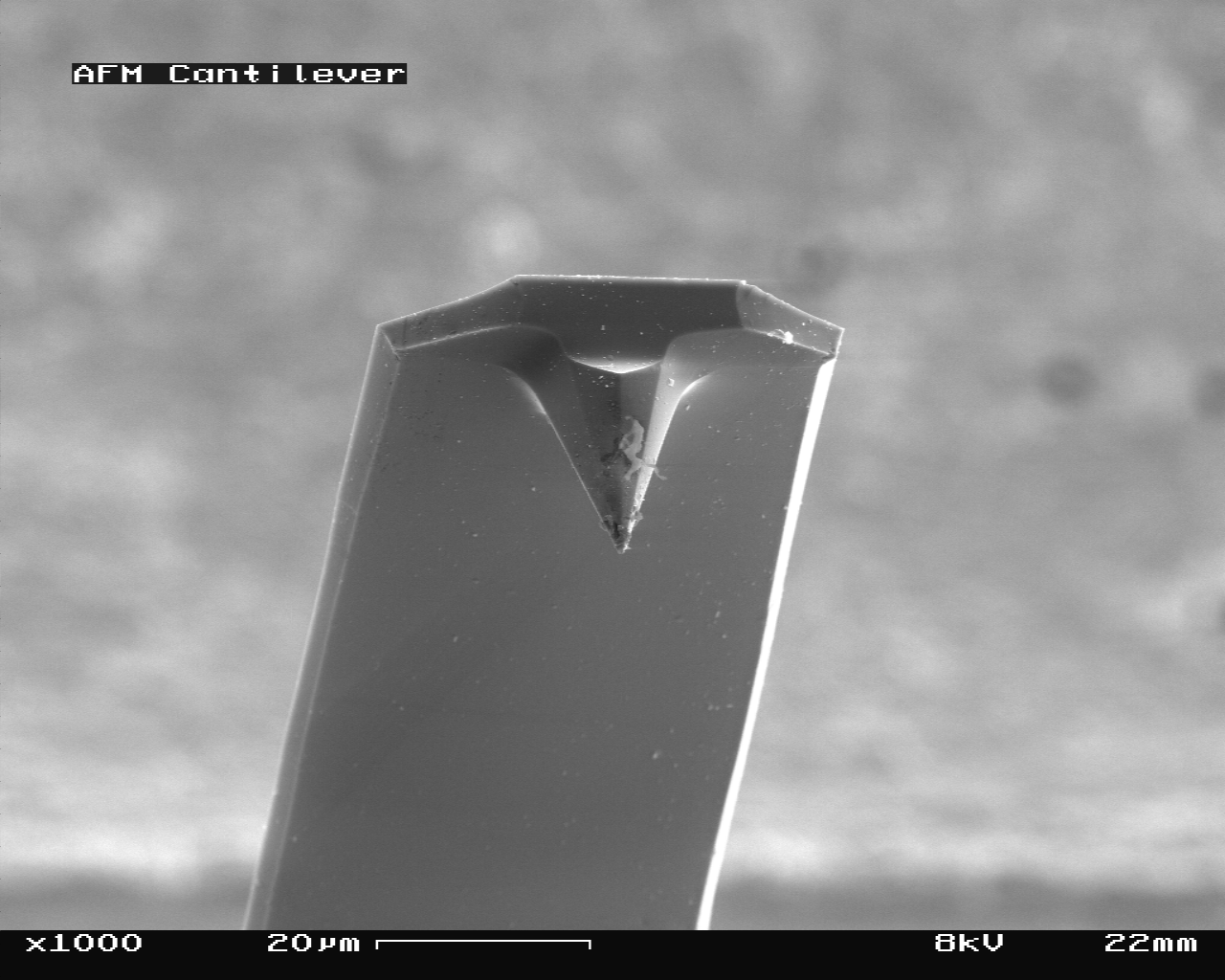
AFMで用いられるカンチレバーのSEM像

走査型プローブ顕微鏡(SPM:Scanning Probe Microscope)においては、カンチレバーは自由端近傍に探針が形成された構造全体を指す言葉として使われる。被測定試料に最も近い位置にある部品で、光学顕微鏡に喩えると対物レンズに相当する。半導体プロセスを用いて作製された小さなカンチレバーが広く用いられ、構成材料や形状の異なるさまざまなカンチレバーが製作されている。構成材料には単結晶シリコンや窒化シリコンが使われる。形状は中抜き三角形薄板や短冊形薄板が一般的である。長さはおおよそ50μmから500μm、厚さはおよそ0.1μmから5μmである。構成材料や形状の差により異なる機械特性（ばね定数、共振周波数、Q値）を示し、ばね定数は0.005 N/mから50 N/m、共振周波数は5 kHzから500 kHzの間の特性を示す。
例えば0.5 N/mのばね定数のカンチレバーを測定試料に1 nm押し込めば、次式に示すフックの法則より0.5 nNの力が測定試料に加わる。
{\displaystyle F=-kx}（F:力、k:ばね定数、x:変位）
一般にアスペクト比の高い、つまり、より尖った探針の方が正確なTopography(表面凹凸像)を得られる一方、先端の強度が低下する。近年では材料強度の高いカーボンナノチューブを探針として用いたカンチレバーも市販されている。

### 微小電気機械システムにおいて
微小電気機械システム （MEMS）の分野で最も遍在する構造であるが MEMSカンチレバーの初期の例は、Resonistor   、電気機械式モノリシック共振器である。 MEMSカンチレバーは、一般に、 シリコン （Si）、 窒化シリコン （Si3N4 ）、またはポリマーから製造される 。製造プロセスは通常、片持ち構造を解放するために異方性の湿式または乾式エッチング技術を用いて、アンダーカットすることもある。カンチレバートランスデューサがなければ原子間力顕微鏡は使用不可能であるため、多数の研究グループが医療診断用途のためのバイオセンサーとしてカンチレバーアレイを開発することを試みている。MEMSカンチレバーもまた、 無線周波数フィルタおよび共振器としての用途が見出されており、一般にユニモルフまたはバイモルフとして作られる。

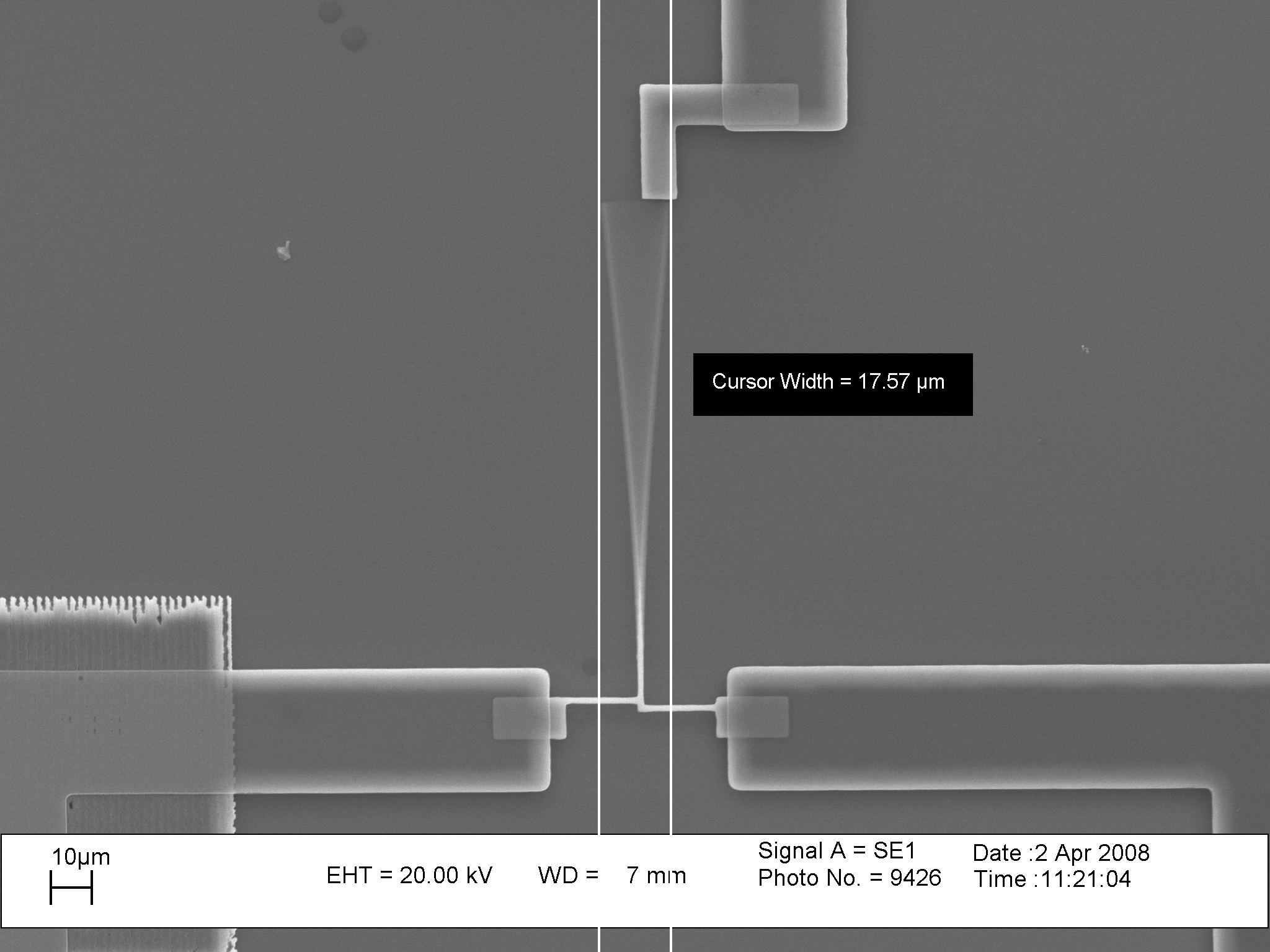
共振するMEMSカンチレバー

MEMSカンチレバーの動作を理解するには、2つの方程式が重要である。 1つ目はStoneyの公式で 、片持ち梁のたわみ δと印加応力σを関連付ける。 
{\displaystyle \delta ={\frac {3\sigma \left(1-\nu \right)}{E}}{\frac {L^{2}}{t^{2}}}}
ここで、
{\displaystyle \nu }
＝ポアソン比 、
{\displaystyle E}
＝ヤング率 、
{\displaystyle L}
＝ビームの長さ、
{\displaystyle t}
＝カンチレバーの厚さである。 
直流結合センサに使用される片持ち梁の静的撓みの変化を測定するために、非常に敏感な光学的および容量的方法が開発されてきた。2つ目は片持ちばね定数に関する公式で、
片持ち梁の寸法と材料定数{\displaystyle k}
に対して： 
{\displaystyle k={\frac {F}{\delta }}={\frac {Ewt^{3}}{4L^{3}}}}
ここで、{\displaystyle F}は力、 
{\displaystyle w} はカンチレバーの幅を表す。ばね定数はカンチレバーの共振周波数に関連している。
通常の調和振動子の公式によって
{\displaystyle \omega _{0}={\sqrt {k/m_{\text{equivalent}}}}} で表される。片持ち梁に加えられる力の変化は共振周波数をシフトさせる可能性があり、また周波数シフトは、ヘテロダイン技術を使用して十分な精度で測定でき、AC結合カンチレバーセンサーの基礎となっている。 
MEMSカンチレバーの主な利点は、それらの安価さおよび大型アレイにおける製造の容易さである。それらの実際的な用途に対する挑戦は、カンチレバー性能仕様の寸法に対する正方形および立方体依存性にある。これらの超線形依存性は、カンチレバーがプロセスパラメータ、特に厚さの変動に非常に敏感であることに起因する。これは一般に正確に測定するのが難しいから であるが、マイクロカンチレバーの厚さは正確に測定できること、およびこの変動は定量化できることが示されている  ので、残留応力の制御も難しい場合がある。

### センサー用途
センサーは、マイクロカンチレバービームの上側に認識受容体層をコーティングすることによって得ることができるが 典型的な用途は特定の免疫原と選択的に相互作用し、検体中のその含有量について報告する抗体層に基づく免疫センサーである。静的動作モードでは、センサ応答は、基準マイクロカンチレバーに対するビームの曲がりによって表される。あるいは、マイクロカンチレバーセンサーを動的モードで操作することができる。この場合、ビームはその共振周波数で振動し、このパラメータの変動は分析物の濃度を示すが、最近は多孔質のマイクロカンチレバーが製造されて分析物が結合するため、はるかに大きな表面積のものを可能にし、分析物の質量と装置の質量の比を上げることによって感度を高めている 。 

### カンチレバーブレーキ
自転車のブレーキ機構の形態の一つで、フレームに取り付けられたレバーをワイヤーで引き上げてブレーキシューをホイールのリムに押し当てる構造となっている。シンプルな構造で泥詰まりが少ないのが特徴で、悪路を走る自転車に向く。

### レコード再生用カートリッジ
レコードプレーヤーで、レコードの音溝を電気信号に変換するカートリッジに用いられるカンチレバーは、先端部に音溝に接するスタイラス（針先）を備える。根元に永久磁石（MMカートリッジ）あるいはコイル（MCカートリッジ）などを取り付けて、カンチレバーの振動を電気信号に変換する。MMカートリッジでは、カンチレバー部分を交換可能な構造にしてあり、市販されるこれを「交換用レコード針」と呼ぶ。

### 自動車用サスペンション
1/4楕円リーフスプリング（重ね板ばね）のばね枚数の多いほうを車台に固定し、もう一方を車軸に固定する構造。リーフスプリングがばねとサスペンションアームを兼ねるため、部品点数が少なく、短い板ばねは軽量でもあるが、車台側の取り付け部に入力が集中する短所もある。

### オートバイ用サスペンション
オートバイのスイングアーム式リヤサスペンションの一種として、スイングアームにばねを伸縮させるカンチレバーを設けた形式がある。本来のカンチレバーを設けたスイングアームは側面から見るとL字型となるが、構造上は片持ち梁ではない三角形の構造をしたものもカンチレバーと呼ばれる。

### バイメタル
バイメタルは温度変化で変形するが、変位を取り出すためにカンチレバー構造で使用される。

### 収納用途
片持梁ラックは垂直支柱、ベース、アーム、水平ブレースおよび/またはクロスブレースで構成される倉庫保管システムの一種で、これらの部品はロール成形鋼と構造用鋼の両方から製造されている。水平ブレースおよび/またはクロスブレースは2つ以上の柱を互いに接続するために使用されるが一般的に製材所、木工所、および配管の供給倉庫に利用されている。折り畳み式カンチレバーのトレイは、同時に展開して複数の段のアイテムに簡単にアクセスできるようにすることができる一種の積み重ね棚であり、使用していないときはよりコンパクトな保管機能のために折りたたむことができる。こうした特性のために、折り畳み式カンチレバートレイは手荷物や道具箱などによく利用されている。

## 鉄道車両

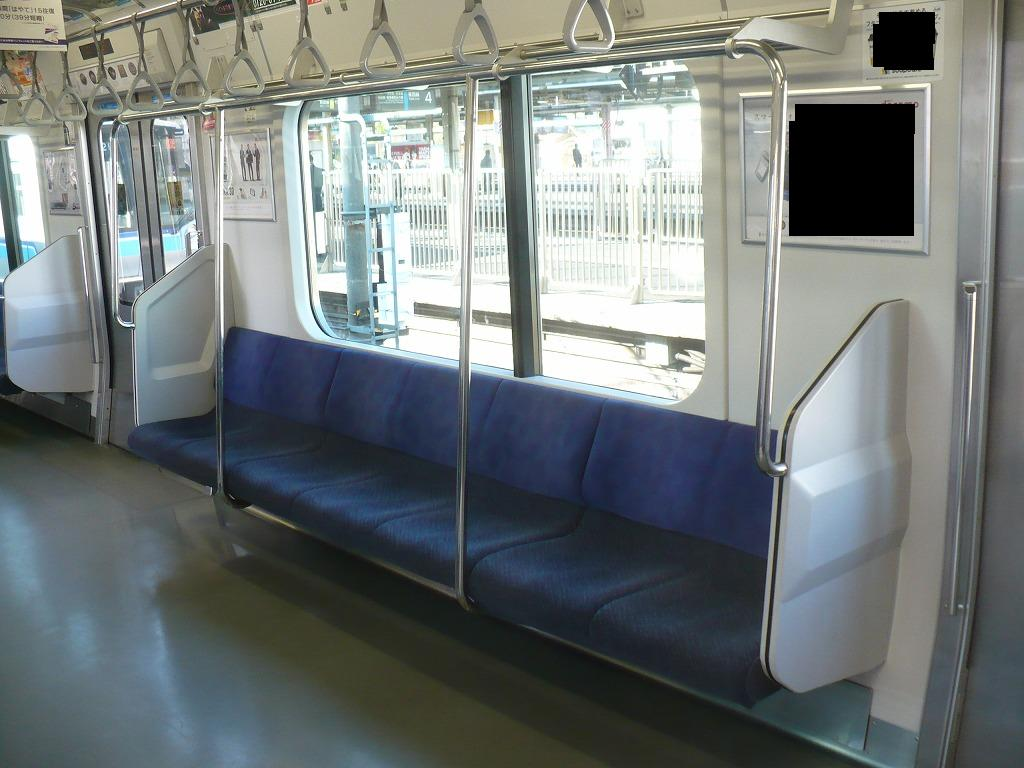
鉄道車両の片持ち式座席の一例（JR東日本E231系電車の例）

- 鉄道車両の座席のうち、片持ち式座席のことを「カンチレバーシート」と称する場合がある。

## 航空機
カンチレバーの別の使用は固定翼航空機によって開拓された。フーゴー・ユンカースが1915年に早期航空機の翼にバイプレーンとブレース構成ワイヤと支柱という典型的な2つ（またはそれ以上）の翼を設計に活用したが、これらはトラス橋に似ていて、鉄道橋のエンジニアであるオクターヴ・シャヌートによって開発されたものである。

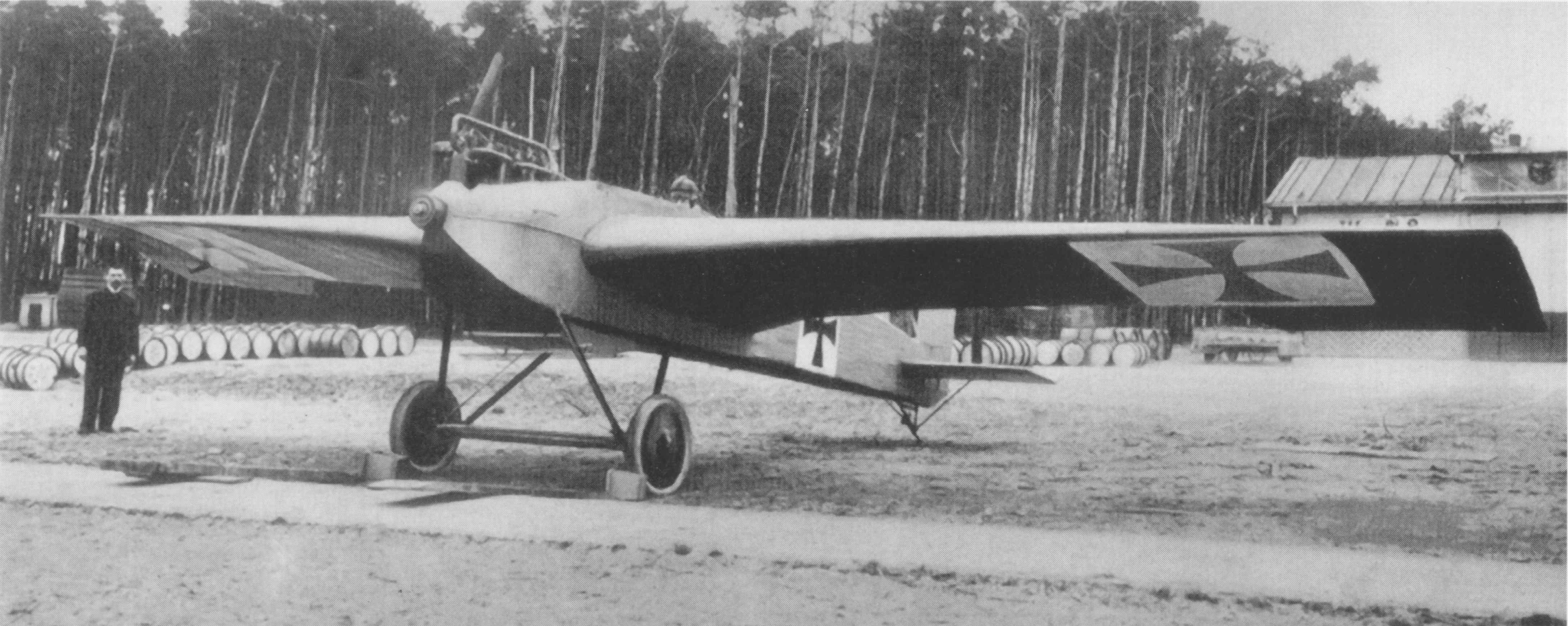
1915年の先駆的なJunkers J 1オールメタル単葉機、片持ち翼で飛ぶ最初の航空機

翼は平行に保たれるために隣接支柱間で斜めに走るように、ねじれに抵抗するために前後に並ぶように交差したワイヤで支えられたが、ケーブルと支柱はかなりの抗力を生み出したため、それらを排除する方法については常に実験が行われた。

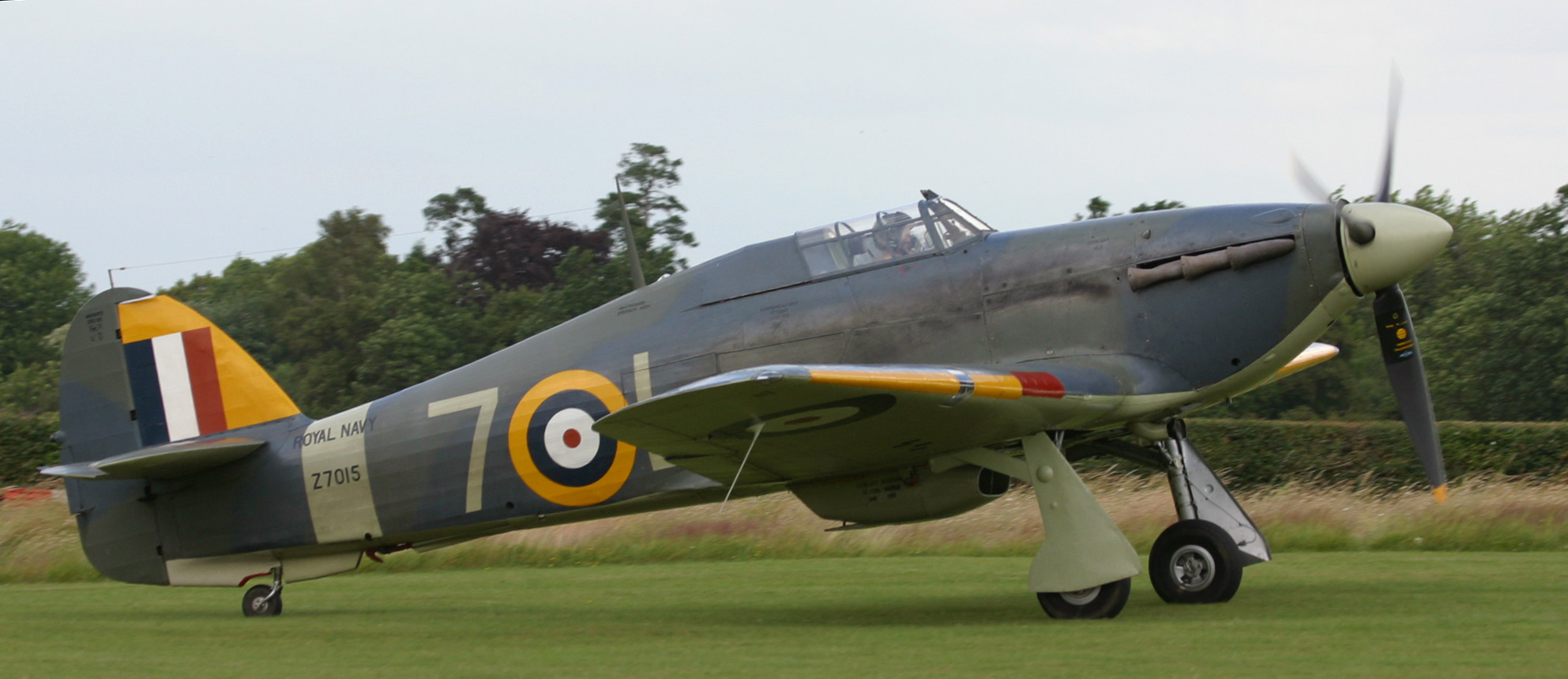
片持ち翼を持つ第二次世界大戦からのイギリスのホーカーハリケーン

複葉機の機体設計において、一方の翼の周りの気流が他方の翼に悪影響を及ぼすため、単葉航空機を製造することも望まれていた。初期の単葉機は（一部の現在の軽航空機のように）支柱（ストラット式サスペンション） 、または（一部の現代の自家製航空機のように）1909年のブレリオ XIのようなケーブルを使用していた。支柱またはケーブルを使用する利点は、一定の強度に対して重量を減らすことであるが、抗力が増えるという不利益もあり、これにより最高速度が低下し燃料消費量が増加する。 ユンカースはライト兄弟の結果もあり十数年かけ主要な外部ブレーシングを全排除するために努めた。飛行中に機体抵抗を減少させるために最初にユンカースJ1を設計、後半期の1915年には先駆的に翼を総金属製の片持ち式単葉翼とした。J1の成功から約1年後、フォッカーのラインホールドプラッツも、代わりに木製の素材で作られた片持ち翼の複葉機、フォッカー V.1で成功を収めることとなった。 
現在の翼のデザインで最も一般的なのはカンチレバーであり、メインスパーと呼ばれる1本の大きな梁が翼を貫通、これは通常翼弦全体の約25パーセントの前縁近くにあるが飛行中は翼は揚力を発生させ、翼桁はこの荷重を胴体を通して他の翼に運ぶように設計されている。前後の動きに抵抗するために、翼は通常、後縁の近くに第2のより小さなドラグスパーが取り付けられ、構造的な要素またはストレスのかかったスキンでメインスパーに結び付けられる。翼はまた、前縁を形成するモノコックの「 Ｄ 」管構造によって、または何らかの形の箱形梁または格子梁構造の２つのスパーを連結することによって行われるねじり力にも抵抗しなければならないし、片持ち翼は、それ以外の場合は斜張設計で必要とされるよりもはるかに重いスパーを必要としている。しかしながら、航空機のサイズが大きくなるにつれて、追加の重量ペナルティは減少する。最終的には、1920年代にラインが交差して以降のデザインはますますカンチレバーデザインにとって変わっていった。 1940年代までにはほぼすべての大型航空機が水平安定板のような小さな表面でさえも片持梁を使用、1939 - 41年のメッサーシュミット Bf 109Eはその安定板の支柱を持つ最後の最前線に赴く戦闘機の一つであった。